# Carlos Oyaneder
Carlos Alfredo Oyaneder González (Cabildo, Chile, 7 de julio de 1990) es un futbolista chileno que juega como delantero y que actualmente milita en el futbol amateur de la asociación de La Ligua de la Región de Valparaíso llamado Club Deportivo La Higuera.

## Biografía
A los 8 años fue descubierto por el mítico Mario "Abuelo" Amaya, histórico entrenador y formador de nuevos talentos futbolísticos en Cabildo, quien notó en su tierna edad notables condiciones que sobresalían del resto de los niños de su generación. Lo entrenó y lo llevó hasta la selección regional infantil que viajó a Paraguay, cuando  Oyaneder tenía 12 años. Participó en el Nacional Infantil cuando tenía 15 años, representando a Cabildo y transformándose en el máximo anotador del certamen, lo cual despertó el interés de quienes veían en él un gran proyecto de delantero con instinto goleador. Sus primeros pasos en el fútbol rentado los dio en Huachipato, club que le permitió conocer las duras exigencias del deporte profesional. Luego retornaría a su natal Cabildo, para formar parte del AGC, club local que representó a la ciudad en la Tercera División del fútbol chileno. También integró el plantel de San Antonio Unido, de esa misma categoría, siendo ésta su última incursión en clubes nacionales. En estos procesos, el delantero fue convocado a la Selección Nacional Sub-17 que participó en el Sudamericano de Ecuador. Después de militar en San Antonio Unido, volvió a las ligas locales, donde defendió a La Higuera, para posteriormente retirarse del fútbol y trabajar en la empresa minera Cerro Negro.

## Fútbol Indonesio
Su oportunidad de emigrar al extranjero llegó a través de otro cabildano, Simón Elissetche, quien partió hasta el archipiélago asiático para ejercer como entrenador del PSSB Bireuen, de la Segunda División Indonesia.

## Clubes
| Club                | País  | Año           |
| ------------------- | ----- | ------------- |
| AGC Cabildo         | Chile | 2009          |
| San Antonio Unido   | Chile | 2012          |
| San Luis            | Chile | 2013-2015     |
| Cobresal            | Chile | 2015-2018     |
| Deportes Santa Cruz | Chile | 2019          |
| La Higuera          | Chile | 2022-Presente |

## Títulos
| Título                       | Club     | País  | Año  |
| ---------------------------- | -------- | ----- | ---- |
| Primera B Torneo de Apertura | San Luis | Chile | 2013 |
| Campeonato Primera B         | San Luis | Chile | 2015 |

## Selecciones
| Categoría        | País  | Año  |
| ---------------- | ----- | ---- |
| Selección sub-17 | Chile | 2007 |